# Аугусте Ольга Мартинівна
Ольга Мартинівна Аугусте (Аугуст) (2 серпня 1896, Віскальська волость Ризького повіту Ліфляндської губернії, тепер Латвія — 29 червня 1973, місто Рига, тепер Латвія) — латвійська радянська державна і комуністична діячка, секретар ЦК КП(б) Латвії. Депутат Народного Сейму Латвії, депутат Верховної Ради Латвійської РСР. Член ЦК Комуністичної партії (більшовиків) Латвії.

## Життєпис
Народилася в родині вчителя парафіяльної школи. Батько працював також поштовим службовцем і робітником ризької фабрики.
У 1912 році закінчила п'ятирічну жіночу прогімназію в місті Ризі.
З 1912 року — конторська працівниця заводу «Union» електроенергетичної компанії в Ризі. Під час Першої світової війни на початку 1915 року разом із заводом «Union» була евакуйована до міста Харкова, де працювала до 1931 року. Брала активну участь у профспілковій роботі на заводі, обиралася членом фабричного комітету та депутатом Харківської міської ради.
Член ВКП(б) з 1925 року.
У 1931—1934 роках — слухачка Комуністичного університету національних меншин Заходу імені Мархлевського в Москві.
Працювала в Комуністичному Інтернаціоналі, була на відповідальній роботі у виконавчому комітеті Міжнародної організації допомоги борцям революції (МОДР).
З 1935 року — на підпільній партійній роботі в місті Ризі Латвійської Республіки, була членом нелегальної Комуністичної партії Латвії.
Заарештована латвійською владою в 1939 році, перебувала в ризькій в'язниці. Вийшла на волю у червні 1940 року. Після введення радянських військ до Латвії 1940 року обрана депутатом Народного Сейму Латвії; пізніше обиралася депутатом Верховної Ради Латвійської РСР.
21 червня — жовтень 1940 року — секретар ЦК КП(б) Латвії. З жовтня 1940 року — член Бюро ЦК КП(б) Латвії.
21 грудня 1940 — 26 серпня 1944 року — секретар ЦК КП(б) Латвії із кадрів.
З 13 березня до 29 квітня 1941 року — народний комісар державного контролю Латвійської РСР.
Під час німецько-радянської війни була в Оперативній групі ЦК КП(б) Латвії на Північно-Західному фронті.
У 1943—1947 роках — начальник відділу кадрів Ради міністрів Латвійської РСР.
У березні 1947—1957 роках — заступник голови Президії Верховної ради Латвійської РСР.
З 1957 року — персональний пенсіонер союзного значення в Ризі.
Померла 29 червня 1973 року після тривалої хвороби в місті Ризі. Похована 5 липня 1973 року на Лісовому цвинтарі Риги.

## Нагороди
- орден Трудового Червоного Прапора (20.07.1950)
- орден Червоної Зірки (31.05.1946)
- медалі